# Ermita de los Murillo
Ermita de los Murillo är en ort i Mexiko.   Den ligger i kommunen Jerez och delstaten Zacatecas, i den centrala delen av landet, 600 km nordväst om huvudstaden Mexico City. Ermita de los Murillo ligger 2 230 meter över havet och antalet invånare är 110.
Terrängen runt Ermita de los Murillo är varierad. Runt Ermita de los Murillo är det ganska glesbefolkat, med 31 invånare per kvadratkilometer. Närmaste större samhälle är Santa Rita, 19,4 km söder om Ermita de los Murillo. Trakten runt Ermita de los Murillo består till största delen av jordbruksmark.